# فریدون میرزا قاجار

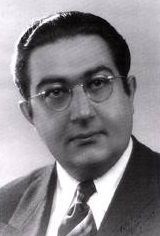

فریدون میرزا قاجار (۱۳۰۰ – ۳ مهر ۱۳۵۳) چهارمین فرزند و تنها پسر احمدشاه بود که هنگام مرگ پدر هفت سال داشت.
فریدون قاجار در ۲ بهمن ۱۳۰۰ در کاخ گلستان تهران و در زمان سلطنت پدرش احمدشاه از فاطمه خانوم به دنیا آمد. وی بعدها برای تحصیلات دوره عالی به فرانسه رفته و تا مدرک دکتری در حقوق به تحصیل پرداخت و به شغل وکالت مشغول بود او با وجود وصیت پدرش مبنی بر محروم شدن از ارث در اثر ازدواج با افراد غیر مسلمان با بانویی بلغاری ازدواج کرده که صاحب سه فرزند، یک پسر به نام تیمور و دو دختر به نام‌های چیدا و ایلا شد.
با وجود اینکه گفته می‌شود احمد شاه در آخرین وصیت نامه خود که به زبان فرانسوی به دست خود نوشته شده بود، وصیت کرد که فریدون میرزا وارث و ولیعهد او باشد. با این حال، به دلایل شخصی و خانوادگی توسط بزرگان ایل قاجار، فریدون میرزا مورد قبول قرار نگرفته و محمدحسن میرزا عنوان ولیعهد را حفظ کرد و در سال ۱۹۳۰ خود را شاه در تبعید اعلام کرد. 
فریدون در سال ۱۹۴۳ در سوئیس زندگی می‌کرد. در آن زمان، خویشاوندانش با فرستادن پیام‌هایی سعی داشتند او را متقاعد کنند که خودش را شاه برحق ایران اعلام کند، ولی وزارت امور خارجه ایالات متحده آمریکا این پیام‌ها را ره‌گیری کرد و جلوی این کار را گرفت. او در ۵۳ سالگی بر اثر تصادف با خودرو درگذشت.